# Eryk z Auxerre
Eryk z Auxerre (ur. 841, zm. 876) – filozof i teolog działający w Auxerre i w Laon. Nawiązywał do myśli Eriugeny, którego był uczniem; napisał komentarz pseudoaugustyńskiego traktatu Categoriae decem. Eryk był też prekursorem nominalizmu IX w.